# Venturia leptogaster
Venturia leptogaster là một loài tò vò trong họ Ichneumonidae.